# Хили, Джон (политик)
Джон Хили (англ. John Healey; род. 13 февраля 1960, Уэйкфилд, Уэст-Йоркшир) — британский политик, член Лейбористской партии, младший министр жилищного хозяйства и планирования (2009—2010), министр обороны Великобритании (с 2024).

## Биография
В 1979 году поступил в Колледж Христа Кембриджского университета, где изучал общественные науки и политологию. С 1984 года занимался волонтёрской деятельностью в благотворительных организациях — Королевский национальный институт для глухих, Королевская ассоциация инвалидности и реабилитации и в благотворительной организации помощи в сфере психического здоровья Mind. С 1990 года работал в компании по связям с общественностью Issue Communications и в Профсоюзе работников производства, науки и финансов, в 1994 году стал директором по общественно-политическим кампаниям в Британском конгрессе тред-юнионов. По совместительству преподавал в школе бизнеса Открытого университета.

### Политическая карьера
С 1997 года является депутатом Палаты общин от избирательного округа Уэнтуорт и Дирн.
Занимал младшие министерские должности в правительствах Тони Блэра без права участия в заседаниях Кабинета.
5 июня 2009 года назначен младшим министром жилищного хозяйства и планирования в правительстве Гордона Брауна.
В мае 2010 года после поражения лейбористов на парламентских выборах был назначен теневым министром жилищного хозяйства в теневом правительстве временного лидера партии Харриет Харман, а 8 октября 2010 года стал теневым министром здравоохранения в теневом кабинете Эда Милибэнда. Получил популярность среди лейбористов, сумев затормозить меры в сфере государственной системы здравоохранения, которые проводил Эндрю Лэнсли — министр здравоохранения коалиционного правительства консерваторов и либеральных демократов. Тем не менее, в октябре 2011 года неожиданно ушёл в отставку, объяснив её в письме на имя Милибэнда желанием проводить больше времени с семьёй.
11 июня 2015 года снял свою кандидатуру с выборов заместителя лидера Лейбористской партии за несколько дней до истечения 15 июня срока выдвижения, объяснив своё решение желанием увидеть выдвижение большего количества кандидатов (после ухода Хили остались только два претендента на пост — Том Уотсон и Кэролайн Флинт).
15 сентября 2015 года назначен теневым младшим министром жилищного хозяйства и планирования в теневом кабинете Джереми Корбина.
6 апреля 2020 года назначен теневым министром обороны при формировании теневого правительства Кира Стармера. Подвергал критике консервативные правительства, в результате деятельности которых с 2010 года, когда лейбористы лишились власти, военные расходы сократились и не достигли уровня 2010 года даже после вторжения России на Украину, а численность британской армии оказалась самой низкой «с наполеоновских времён». Делал заявления о необходимости сосредоточения оборонных усилий Великобритании на Европейском континенте, оставив неясным, как его слова могут отразиться на выполнении Великобританией обязательств в рамках соглашения AUKUS о помощи в строительстве атомных подводных лодок для Австралии.
5 июля 2024 года получил портфель министра обороны в лейбористском правительстве Стармера, сформированном после поражения консерваторов на парламентских выборах.